# جيمس دبليو. هوفمان
جيمس دبليو. هوفمان هو سياسي أمريكي، ولد في 13 سبتمبر 1894 في Chandlersville, Ohio ‏ في الولايات المتحدة، وتوفي في 20 مايو 1980 في بيكيرينغتون في الولايات المتحدة. نشط حزبياً في الحزب الديمقراطي. وقد انتخب عضو مجلس الشيوخ الأمريكي ‏ عن دائرة Ohio Class 1 senate seat ‏ وقد انضم خلال فترته النيابية ‏ (8 أكتوبر 1945 – 5 نوفمبر 1946) للكتلة البرلمانية الحزب الديمقراطي وانتخب عضو مجلس الشيوخ الأمريكي ‏ (8 أكتوبر 1945 – 5 نوفمبر 1946).